# 量子電磁力学
量子電磁力学（りょうしでんじりきがく、英語: Quantum electrodynamics, QED）とは、電子を始めとする荷電粒子間の電磁相互作用を量子論的に記述する場の量子論である。量子電気力学と訳される場合もある。

## 概要
量子電磁力学では、荷電粒子間に働く電磁相互作用を光子という粒子の受け渡しによるものと考える。荷電粒子と光子は量子的な場（場の演算子）として扱われる。電子の場は4成分のディラック場、光子の場はベクトル場である。
電子は電荷をもっており、この電荷が時空の各点で（つまり、常に連続的に）保存することを理論に要請すると、光子を表す場が自然に定義される。この要請はゲージ変換と呼ばれる場の量の変換に対して理論が持つべき対称性（ゲージ不変性）
として表され、それを保証する場（光子場）をゲージ場と呼ぶ。ゲージ場は厳密に質量が0である。光子の質量が0という事実（光速度不変の原理）は、このように、電子の電荷の保存と結びついている。
量子電磁力学のゲージ変換にまつわる理論の構造は、まず粒子場を用意し、理論にゲージ不変性を要求することによって粒子間の相互作用を導くというゲージ原理の考え方を導き、電磁相互作用以外の相互作用においても、場の理論の構築の際の基礎とされている。
量子電磁力学は特殊相対性理論と量子力学を結びつけたポール・ディラックの電子論（ディラック方程式）では説明できない水素原子の 2s と 2p 準位のずれ（ラムシフト）などを説明できるとされる。

## 歴史
1927年、ポール・ディラックは粒子の生成消滅演算子という概念を導入することで電磁場の量子化に初めて成功し、これが量子電磁力学の創始となった。ただし、生成消滅演算子は別の人間が創りだしたものである。その後、ヴォルフガング・パウリ、ユージン・ウィグナー、パスクアル・ヨルダン、ヴェルナー・ハイゼンベルクらの尽力により量子電磁力学の定式化が始まり、1932年のエンリコ・フェルミの論文によりエレガントな定式化がほぼ完成した。しかし、量子電磁力学の根幹には重大な問題が残っていた。
1. 光子や荷電粒子を計算すると無限大に発散する。この問題は1930年代初頭にロバート・オッペンハイマー[3]や他の多くの物理学者によって初めて認識された。フェリックス・ブロッホとアーノルド・ノルドジーク（英語版）の研究[4]（1937年）やヴィクター・ワイスコフの研究[5]（1939年）では、この計算が摂動展開の1次においては成功するが、高次の級数において無限大が現れることが指摘された。計算結果に無限大が現れることは物理法則として致命的である。
2. 時間の順序関係が成り立たないという因果律の破れが湯川やディラックにより指摘された。これも深刻な話である。
3. 量子電磁力学は場の理論で記述され相対論を満たすが、相対論的な変換を行うと形式が保持されず、美しくなく見通しが悪い。これを相対論的な共変性がないという。
4. 計算形式（ハイゼンベルク、シュレディンガー）は相互作用を含み、計算が複雑になる。無限大の発生を解決する上で障害となった。

このような問題で当時の物理学は混乱を極めたが、1943年、朝永は相対論的な共変性を満たす超多時間論を見出し、湯川らが指摘した因果律の破れを無限大の補正を加えて回避した。
同論文で、くりこみで本質的な役割を果たす相互作用表示を提示したことも重要である。（戦後、シュウィンガーも相互作用表示を朝永と独立に見出す）。朝永振一郎は、超多時間論や相互作用表示を基に、「くりこみ原理」の厳密な式を求めていく。
第二次世界大戦を経てマイクロ波技術の進歩により水素原子のエネルギー準位の縮退からのずれ（ラムシフト）
や電子の異常磁気モーメントをより精密に測定することが可能になると、これらの実験により既存の理論では説明することのできない現象の存在が明らかとなった。1947年、ハンス・ベーテは、質量と電荷に無限大の補正を加えることで、無限大がうまく相殺し最終的に有限の物理量が導出されることを示す論文を提出したが
、非相対論での簡易計算であった。朝永の超多時間論や、朝永表示（相互作用のない表示）は戦争のためアメリカには伝わっていず、また、ファインマンの経路積分がない当時、この問題の解決は困難であった。
朝永グループを率い、繰り込みを完成しようとしていた朝永振一郎は、ラムシフト発見に驚くとともに、ベーテの1947年の非相対論的な計算が、朝永のP-F変換の延長上にあることを見出し、みずからの試みが正しいことを確信し、相対論的なくりこみ理論の完成を急いだ。また、ファインマン、シュウィンガー、ダイソンは、ラムシフトを契機に繰り込みに向かい、経路積分や相互作用表示（1943年の朝永と同じもの）を見出し、これらを元に繰り込みを目指した。そして、朝永振一郎、ジュリアン・シュウィンガー、リチャード・ファインマン、フリーマン・ダイソンらが摂動展開の全てのオーダーにおいて観測される物理量が有限となるような定式化を完成させた。問題発生から繰り込みによる解決までの20年、超多時間論・相互作用表示・経路積分を経て、繰り込みは建設された。これらの業績により朝永、シュウィンガー、ファインマンの3人は1965年にノーベル物理学賞を受賞した。ファインマンによるファインマン・ダイアグラムを用いた数学的なテクニックは朝永、シュウィンガーの演算子を用いる計算方法とはかなり異なるように見えたが、後にダイソンはこの二つのアプローチが数学的に等価であることを証明した。
繰り込みは場の量子論における基本的な概念の一つであり、理論の妥当性を保証するために必要不可欠な操作である。繰り込みの導入によって物理的な矛盾は解消できたが、ファインマン自身はその数学的な妥当性については最後まで満足せずに、"shell game"（「いんちき」）、"hocus pocus"（「奇術」）のようだと自著で述べている。
また、超多時間論で「湯川-ディラックの因果律の破れ」の問題は回避されたが、超対称性を世界で最初に提起した宮沢弘成は、場の量子論における因果律の破れは最終的な解決にいたっていないと主張している。

### 基本モデルとして
量子電磁力学はその後に発展する場の量子論に関する数々の理論の基礎的なモデルとして採用されている。1964年にフランソワ・アングレール、ロベール・ブルー、ゲラルド・グラルニク、C・R・ヘイガン、トマス・キブル、ピーター・ヒッグスによってヒッグス機構が考案された。さらに、1961年にシェルドン・グラショウが電弱統一理論の基礎を構築し、これらの理論と自発的対称性の破れ、南部＝ゴールドストーンの定理などを組み合わせることで1967年、スティーヴン・ワインバーグとアブドゥッサラームがそれぞれ独立の研究で電磁相互作用と弱い相互作用を一つの相互作用へと統一することに成功し、電弱統一理論が初めて完成した。一方、強い相互作用を記述する量子色力学は、1971年のヘーラルト・トホーフトによる非可換ゲージ場のくり込み可能性の証明や1973年のH. デビッド・ポリツァー、デイビッド・グロス、フランク・ウィルチェック による漸近的自由性の研究によって強い相互作用の基礎理論としての地位を固めた。

## 定式化
数学的には、量子電磁力学（以下、QEDと表記）はU(1)対称性を持つ可換ゲージ理論である。電荷を持つ物質場同士の相互作用を媒介するゲージ場は電磁場である。
電磁場 A と相互作用する物質場 ψ についてのQED作用積分は以下のように表される。
{\displaystyle S_{\mathrm {QED} }[\psi ,A]=\int d^{4}x\,{\mathcal {L}}_{\mathrm {matter} }(\psi ,{\mathcal {D}}\psi )+\int d^{4}x\,{\mathcal {L}}_{A}(\partial A)}
ここで、{\displaystyle {\mathcal {L}}_{\mathrm {matter} }} は物質場のラグランジアン密度であり、微分は {\displaystyle {\mathcal {D}}\psi } は共変微分
{\displaystyle {\mathcal {D}}_{\mu }\psi _{j}(x)=\partial _{\mu }\psi _{j}(x)-ieA_{\mu }(x)Q_{j}\psi _{j}(x)}
に置き換えられる。e は電磁相互作用の結合定数で素電荷である。
Qj は物質 ψj の U(1) チャージである。
{\displaystyle {\mathcal {L}}_{A}(\partial A)} は電磁場の運動項であり、
{\displaystyle {\mathcal {L}}_{A}(\partial A)=-{\frac {1}{4}}F_{\mu \nu }F^{\mu \nu }}
である。{\displaystyle F_{\mu \nu }=\partial _{\mu }A_{\nu }-\partial _{\nu }A_{\mu }} は電磁場テンソルである。

### ディラック場
物質場が質量 m のディラック場の場合は
{\displaystyle {\begin{aligned}{\mathcal {L}}_{\mathrm {matter} }(\psi ,{\mathcal {D}}\psi )&=\sum _{j}\left(i{\bar {\psi }}_{j}\gamma ^{\mu }{\mathcal {D}}_{\mu }\psi _{j}-m_{j}{\bar {\psi }}_{j}\psi _{j}\right)\\&=\sum _{j}\left(i{\bar {\psi }}_{j}\gamma ^{\mu }\partial _{\mu }\psi _{j}-m_{j}{\bar {\psi }}_{j}\psi _{j}+eA_{\mu }Q_{j}{\bar {\psi }}_{j}\gamma ^{\mu }\psi _{j}\right)\end{aligned}}}
となる。{\displaystyle {\bar {\psi }}=\psi ^{\dagger }\gamma _{0}} はディラック場の共役場で、{\displaystyle \gamma ^{\mu }} はガンマ行列である。
ディラック場についてのラグランジュの運動方程式を計算すると
{\displaystyle i\gamma ^{\mu }\partial _{\mu }\psi _{i}-m\psi _{i}-eA_{\mu }Q_{i}\gamma ^{\mu }\psi _{i}=0}
となる。第3項を右辺へ移行して
{\displaystyle i\gamma ^{\mu }\partial _{\mu }\psi _{i}-m\psi _{i}=eA_{\mu }Q_{i}\gamma ^{\mu }\psi _{i}}
とすれば、左辺が通常のディラック方程式、右辺がディラック場と電磁場との相互作用項となる。
また4元電流密度は
{\displaystyle j^{\mu }(x)=-{\frac {\delta S_{\mathrm {matter} }[\psi ,A]}{\delta A_{\mu }(x)}}=\sum _{j}eQ_{j}{\bar {\psi }}_{j}\gamma ^{\mu }\psi _{j}}
である。